# Cupha madestes
Cupha madestes är en fjärilsart som beskrevs av William Chapman Hewitson 1859. Cupha madestes ingår i släktet Cupha och familjen praktfjärilar. Inga underarter finns listade i Catalogue of Life.